# Борзинский районный краеведческий музей
МУК «Борзинский районный краеведческий музей»— историко-краеведческий музей в городе Борзя Забайкальского края. Расположен в центре Борзи по адресу: улица Пушкина, 25. Открыт 2 декабря 1976 года.

## История создания и развития

### Предыстория
В 1960-х годах с Читинской противочумной станции был переведен в Борзю зоолог Борис Ильич Пешков — один из основателей Борзинского музея. В студенческие годы Борис Ильич Пешков увлекся таксидермией — изготовлением чучел. Их изготовлением он занимался вместе со своим коллегой по работе препаратором Иннокентием Самсоновичем Федуриным. В 1965 году стало понятно, что Борзинскому краю необходим свой музей. Здание музея было построено на деньги общества охотников и рыболов. Собиралась историческая информация, люди «жертвовали» ценные экспонаты. Энтузиасты делали бесплатно стенды. Помощь в оформлении и создании экспонатов оказал директор художественной школы Анатолий Григорьевич Киреев.

### Создание
Борзинский краеведческий музей был открыт 2 декабря 1976 года на основании решения № 385 исполнительного комитета районного Совета депутатов трудящихся. Начата работа по созданию исторической картины Юго-востока Забайкальского края, проведена огромная работа по созданию истории местных народов, их обычаев и традиций.

### Развитие и современность
В 1984 году музею было присвоено звание народного музея. В 1999 году местные власти приняли решение о переносе музея в старое здание по улице Пушкина, где он располагается сейчас. В ходе переезда, из уже накопленных 3100 экспонатов, многие погибли. Часть экспонатов пришлось оставить в прежнем здании, так как они были не транспортабельны. В 2002 г. музей решением главы администрации был перемещен в другое здание, построенное в начале XX века и в разное время располагались школы, различные учреждения и организации. На этот момент в штате музея было всего два сотрудника — директор и смотритель. Не было помещения для проведения массовых мероприятий, выставок, затруднена работа с фондами. С 2000 года в здании музея велись реставрационные работы, которые затянулись из-за отсутствия финансирования.
В 2003 году был открыт зал природы, в 2004 году работали уже два зала природы и зал истории родного края. К 60-летию Великой Победы был открыт зал истории Великой Отечественной войны. В 2006 году открыта картинная галерея. В 2006 г. в картинной галерее краеведческого музее проводились выставки известных забайкальских художников — А. Ванькина, Л. Шаликовой, В. Калашникова и других. Л. Шаликова более известна как архитектор — по её проекту была сооружена известная часовня в Чите, у подножия Титовской сопке, а В. А. Калашников известен и как автор рельефа на фасаде гостиницы «Забайкалье» и резьбы по дереву, украшающей кинотеатр «Удокан» в Чите.

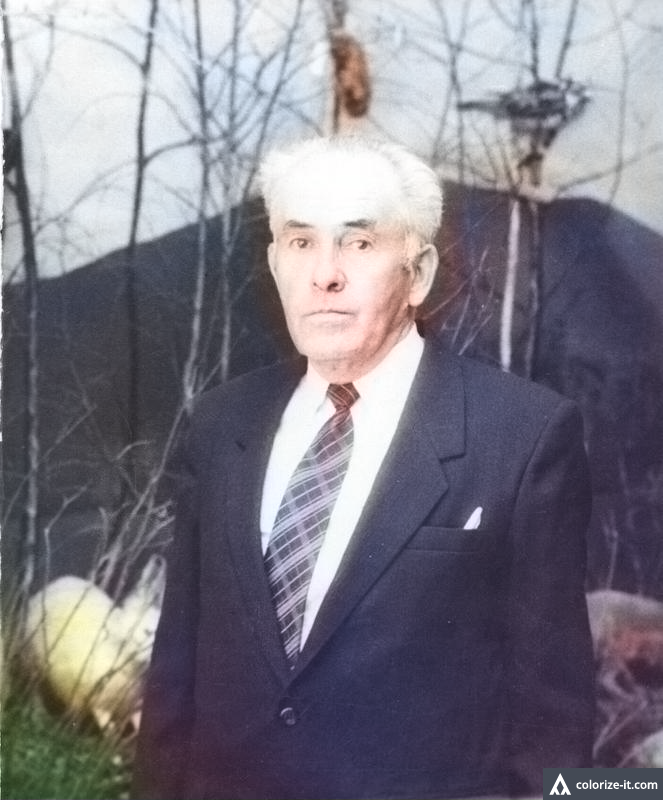
Пешков. Б. И. Один из основателей музея.

Борзинский районный краеведческий музей ежегодно принимает участие в международной акции «Ночь музеев».
Начиная с 2015 года в музее ведется работа по усилению информационной доступности, открытости и внедрению новых информационных технологий.

## Коллекция

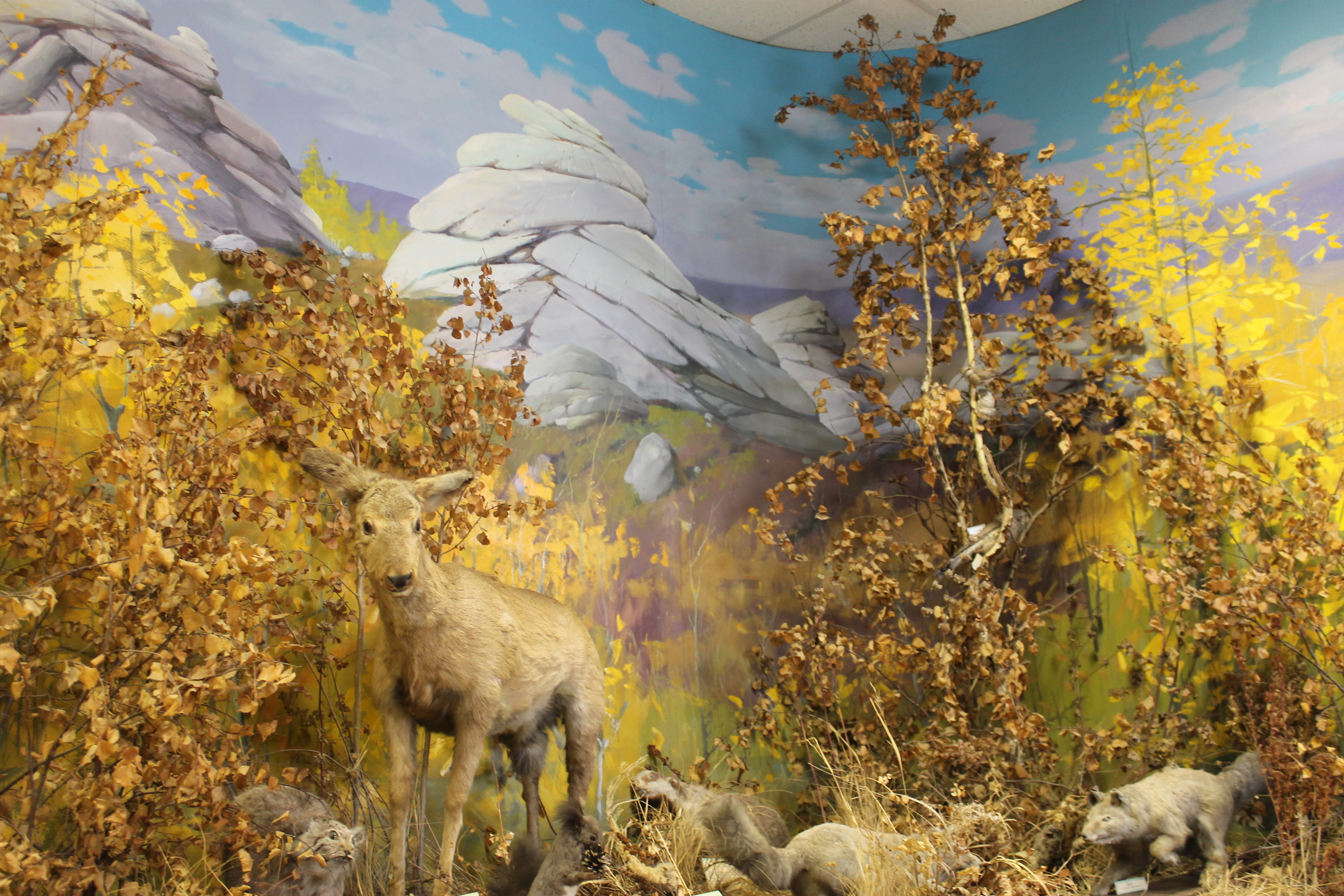
Зал природы.

### Археологическая коллекция
Каменные головы драконов, фрагменты черепицы с Кондуйского дворца. Относятся к XIII-XIV вв.
Каменные орудия — скребки, скребла, тесла, резцы, проколки. Нуклеусы, пластины, отщепы и т. д. Относятся в основном к бронзовому веку.
Остатки латных пластин, железные наконечники стрел, пряжки, монеты — датируются VI-XIII вв.

### Палеонтологическая коллекция
Начало формирования палеонтологической коллекции Борзинского краеведческого музея относится к 70-м годам прошлого века. Основная часть коллекции происходит из Харанорского угольного разреза. Оттуда в музей были доставлены череп шерстистого носорога, концевая часть бивня и зубы мамонта, лобная часть с остатками рогов и зубы первобытного быка (бизона).

Эта часть коллекции относится к четвертичному периоду кайнозойской эры (голоцену — эоплейстоцену), если пользоваться геохронологической шкалой, или к каменному веку (палеолиту и неолиту).

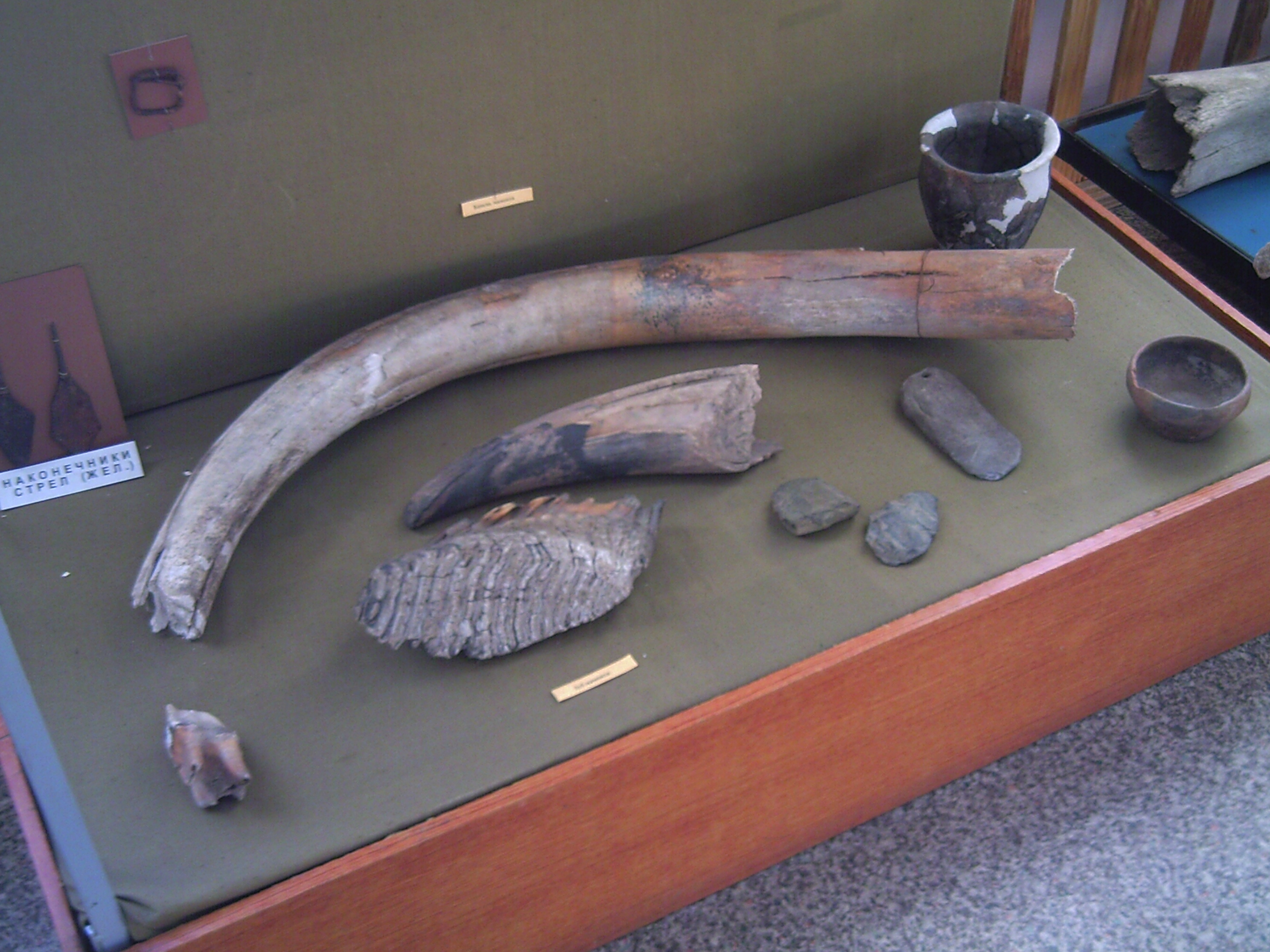
Бивни и зуб мамонта.

В 70-80-е гг. от Б. И. Пешкова в музей поступил череп бурого медведя и коллекция черепов грызунов.
Основная часть коллекции была сформирована благодаря работе в августе 2007 г. на территории Борзинского района экспедиции Забайкальского государственного университета и Музея геологии ЗабГУ под руководством Софьи Михайловны Синицы.
Экспедиция под руководством С. М. Синицы работала на территории района в нескольких пунктах.
По растительным остаткам, собранным на Харанорском разрезе, реконструируется раннемеловая (145—120 млн лет) катена — смена растительности от речной-болотной через склоновую до водораздельной.
Кроме этого, в музее имеется и коллекция, собранная экспедицией С. М. Синицы на территории Оловяннинского района в месте так называемого «Обнажения Миддендорфа». Это место известно с 40-х годов XIX века, когда на правом берегу реки Турга пастух-бурят нашёл каменные плиточки с остатками рыб, створок раковин и насекомых.

## Список директоров
С 1976 г. — Марина Аркадьевна Голорбуева
С 1979 г. — Нестерова Лидия Владимировна
С 1984 г. — Лариса Анатольевна Мясникова
С 1987 г. — Нина Борисовна Солодова
С 2002 г. — Елена Дмитриевна Чипизубова
С 2006 г. — Григорий Иванович Беломестнов
С 2015 г. — Алексей Андреевич Жуков
С 2019 г. — Наталья Алексеевна Колесник
C 2021 г. — врио директора Роман Владимирович Литвинцев
С 2022 г. — Алексей Николаевич Кибирев
C 2023 г. — Роман Владимирович Литвинцев